# Верес, Джозеф
Джозеф Верес (англ. Joseph Veres) — самозванец, выдававший себя за «чудом спасшегося цесаревича Алексея».

## Биография
Подлинная биография самозванца, выдававшего себя за цесаревича Алексея известна крайне отрывочно. Вероятно, вместе с сестрой, Магдаленой Верес («чудесно спасшейся великой княжной Анастасией»), въехал в Соединенные Штаты во время или после Первой мировой войны. Был клерком в офисе губернатора штата Огайо, женился, имел троих детей.

## Версия «чудесного спасения»
По рассказам Джозефа Вереса, из-за беспорядочной стрельбы в подвале дома Ипатьева, царевич был только ранен в ногу, штык распорол ему ягодицу, удар ногой в ухо серьёзно повредил ему череп, так что позднее, уже в Соединенных Штатах, ему пришлось подвергнуться операции. Его состояние было, однако, очень тяжелым, и если бы не своевременная помощь, он вряд ли сумел бы остаться в живых.
Тела прикрыли простынями, после чего пьяная расстрельная команда вышла прочь, позволив нескольким «друзьям», чьи имена брат и сестра предусмотрительно не назвали, и нескольким православным монахиням проникнуть внутрь. Друзья были бы рады спасти еще кого-нибудь, но остальные Романовы были мертвы.
Расстрельная команда, заливавшая водкой полученный шок, спешила избавиться от тел, потому их побросали в грузовик кое-как, не удосужившись посчитать. Это позволило брату и сестре выиграть время. В течение нескольких месяцев монахини ухаживали за ними, наконец Алексей и Анастасия достаточно окрепли, к тому же их побег перестал быть тайной, и оставаться далее в монастыре стало небезопасно. Некими полуподпольными путями их переправили в Соединенные Штаты, куда они въехали вместе со своими доброжелателями обычным путём — через Нью-Йоркский остров Эллис. Католическая церковь, Соединенные Штаты и еще несколько стран, которые брат и сестра отказались назвать, приняли участие в их судьбе.

## Отношение мировой общественности
О себе Джозеф Верес рассказывал уклончиво, но, когда перенес инфаркт и решил, что вскоре умрёт, «открыл всю правду дочери», чьи дети в свою очередь поспешили донести эту информацию до общественности. Впрочем, до самой смерти он боялся преследования со стороны «большевиков» и потому рассказал дочери, что происходит из венгерской королевской семьи. Вначале та поверила отцу и только после его смерти, прочитав историю последнего русского царя, поняла, о ком, собственно, шла речь.
Версия «чудесного спасения», связанная с Джозефом Вересом и его сестрой, была в своё время встречена общественностью с недоверием и насмешками и в настоящее время практически не имеет сторонников.